# دسته دلقک‌ها
دستهٔ دلقک‌ها (به فرانسه: Guignol's band)کتابی است از لویی فردینان سلین نویسنده فرانسوی که برای اولین‌بار به سال ۱۹۴۴ منتشر شده‌است.

## نقد
برخی معتقدند نثر سلین در این کتاب خیلی عجیب و آشفته‌است و آدم‌های این رمان دائماً در حال گریزند. تمام رمان حول محور یک تخریب شکل می‌گیرد.

## خلاصه داستان
دسته دلقک‌ها داستان زن‌های نان‌آور خانواده و مردهای حسابی خوشگذران است؛ یعنی داستان زمین‌خورده‌ها و مطرودها. همچنین این رمان داستان سیاهی از جنگ است.

## ترجمه به فارسی
این رمان سومین رمان سلین است که به فارسی ترجمه شده‌است. این کتاب در سال ۱۳۸۵ به قلم مهدی سحابی ترجمه و نشر مرکز آن را منتشر کرده‌است.